# Walk off the Earth
I Walk off the Earth (conosciuti anche con l'acronimo WOTE) sono un gruppo musicale canadese formatosi nel 2006 a Burlington.
Hanno guadagnato una fama planetaria attraverso i loro video musicali realizzati a bassissimo costo, video sia di cover che di canzoni originali. La band ha costruito la propria fortuna in maniera del tutto indipendente, senza alcun aiuto di etichette discografiche o nessun tipo di management. I video e le canzoni del gruppo sono prodotti dal frontman, nonché multistrumentista, Gianni Luminati Nicassio.

## Storia
Il gruppo, formatosi nel 2006 a Burlington, nell'Ontario, mosse i primi passi registrando cover di canzoni di successo (soprattutto, agli inizi, covers dei Gregory Brothers), e caricandole su YouTube, riscuotendo un buon successo. In questa fase la band ruota attorno a Gianni Nicassio Luminati e Ryan Marshall, autori di quasi tutte le musiche e delle idee sulle cover, nonché capaci di suonare più strumenti (entrambi suonano chitarre, basso, ukulele, banjo, fiati, e cantano). I due sono accompagnati da Pete Kirkwood alla batteria e da Mike Taylor (conosciuto anche come "Beard Man", o "Beard Guy") alle tastiere.
In poco più di un anno arrivarono ad ottenere un contratto con la SlapDash Records, con la quale pubblicarono nel 2007 Smooth Like Stone on a Beach, primo album studio della band.
Nel 2010 la band pubblica il suo secondo album di inediti, intitolato My Rock.
In una seconda fase della vita del gruppo, Kirkwood viene sostituito alla batteria da Joel Cassady, e la band inserisce - dapprima sporadicamente per la canzone Joan and Bobby, poi in pianta stabile - tra le proprie linee la cantante (nonché suonatrice di chitarre, basso, ukulele, banjo e piano) Sarah Blackwood, già conosciuta come leader del gruppo The Creepshow.
Nei primi giorni di gennaio del 2012 sul loro canale ufficiale YouTube viene caricata una cover di Somebody That I Used to Know, un brano musicale del cantante australiano Gotye. Nel video, i cinque suonano la canzone tutti impegnati a suonare la stessa chitarra contemporaneamente. In pochi giorni il video arriva a 50 milioni di visualizzazioni (saranno più di 100 milioni in quattro mesi, facendo guadagnare alla band i complimenti degli stessi Gotye e Kimbra, interpreti dell'originale), e nel febbraio del 2012 la band firma un contratto con l'etichetta Columbia Records. Il 15 marzo dello stesso anno in un'intervista per la ZDF il gruppo annuncia di essere al lavoro su un nuovo album, il loro terzo, che è annunciato per il settembre del 2012 su etichetta Columbia Records.
Il 31 dicembre 2018 è stata annunciata la morte di Mike “Beard Guy” Taylor, uno dei membri della band, per cause naturali. Aveva 51 anni.
A dicembre 2019 Ryan Marshall, membro della band fin dagli inizi, ha annunciato la sua intenzione di uscire dal gruppo per dedicarsi a un percorso da solista, pur ringraziando i suoi compagni per i 13 anni di collaborazione.

## Formazione

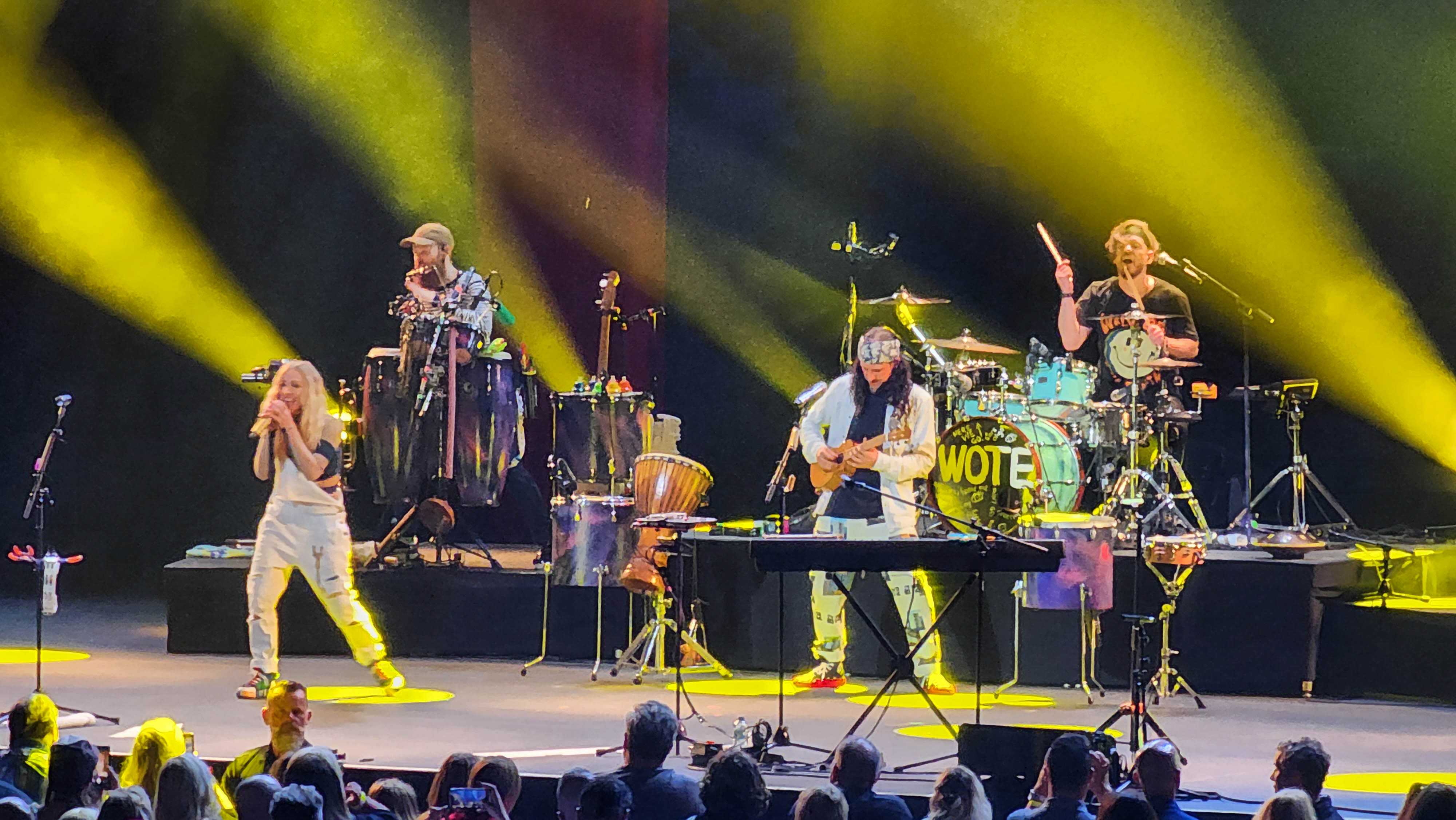
Walk off the Earth nel 2023

### Formazione attuale
- Gianni "Luminati" Nicassio - voce, chitarra, basso, ukulele, banjo, kazoo, batteria, theremin, beatbox, xilofono (2006-oggi)
- Joel Cassady - voce, batteria, chitarra (2011-oggi)
- Sarah Blackwood - voce, chitarra, kazoo, ukulele, banjo, basso, piano, glockenspiel, tamburello, xilofono (2011-oggi)
- David "Tokyo" Speirs - voce, percussioni, tromba, flauto, batteria, basso (musicista in tournée 2016-2020, membro a pieno titolo della band 2020-oggi)

### Ex componenti
- Pete Kirkwood - voce, batteria, percussioni (2006-2010)
- Mike "Beard Guy" Taylor - voce, tastiera, pianoforte, organo, tromba (2010-2018)
- Ryan Marshall - voce, chitarra, ukulele, tromba, armonica a bocca (2006-2019)

## Discografia

### Album studio
- 2007 - Smooth Like Stone on a Beach
- 2010 - My Rock
- 2015 - Sing It All Away
- 2019 - Here We Go!

### EP
- 2012 - R.E.V.O.

### Singoli
- 2010 - My Rock
- 2010 - Eleanor Rigby
- 2010 - Magic
- 2010 - Grenade
- 2010 - Rock Song
- 2011 - Backin' Up Song
- 2011 - Dirty Picture
- 2011 - Sunburnt Hand
- 2011 - Ice Cream
- 2011 - The Highwayman
- 2011 - Someone Like You
- 2011 - Roll Up
- 2011 - Call It Off
- 2011 - The Edge of Glory (feat. Roomie)
- 2011 - Yesterday
- 2011 - Red
- 2011 - Man Down
- 2011 - Party Rock Anthem (feat. All About Maggie)
- 2011 - Cheers (Drink to That)
- 2011 - Corner of Queen
- 2012 - Somebody That I Used to Know
- 2012 - From Me to You
- 2012 - Little Boxes
- 2012 - Joan and Bobby
- 2012 - Polly
- 2012 - Payphone
- 2012 - Summer Vibe
- 2012 - Some Nights (feat. Julia Nunes)
- 2012 - Red Hands
- 2012 - Les Champs-Élysées
- 2012 - Reckoning Song (One Day)
- 2012 - Jingle Bell Rock
- 2012 - Gang of Rhythm
- 2013 - I Knew You Were Trouble (feat. KRNFX)
- 2013 - Can't Take My Eyes Off You (feat. Selah Sue)
- 2020 - This Is Love
- 2020- The Journey Starts Today  (Per la serie Esplorazioni Pokémon, in italiano "Il Viaggio Inizia qui")
- 2022 - Bet on Me

### Collaborazioni
- 2011 - Believe in Yourself (Roomie feat. Walk off the Earth)